# Caccophilus
Caccophilus là một chi bọ cánh cứng thuộc họ Scarabaeidae.